# Engordany
Engordany és un dels nuclis tradicionals que formen la ciutat i parròquia d'Escaldes-Engordany (Andorra). Engordany es troba a 1.109 metres d'altitud als vessants meridionals del pic de Padern a la dreta de la Valira d'Orient, davant la confluència amb la Valira del Nord.
Era un petit llogaret vinculat a les Escaldes, a l'altra banda de riu i units pel Pont d'Engordany. Hi havia l'església de Sant Jaume d'Engordany, avui enderrocada. A l'antic camí d'Engordany a Andorra la Vella travessa la Valira del Nord el pont dels Escalls, romànic del segle xiii i on se signà l'acord dels Pariatges l'any 1278.
Havia estat un poble diferenciat de les Escaldes i el més antic, ja que ja era habitat pels voltants del segle II o I aC. Amb el creixement d'Andorra la Vella, les Escaldes i d'Engordany, les tres poblacions han format un conjunt urbà del qual actualment les Escaldes i Engordany formen una sola parròquia anomenada Escaldes-Engordany i constituïda com la setena parròquia d'Andorra des del 1978, any en què va deixar de formar part de la parròquia d'Andorra la Vella.